# Bago (Negros Ocidental)
Bago é uma cidade de segunda classe de renda da cidade na província Negros Ocidental, nas Filipinas. De acordo com o censo de 1 maio  de  2020 possui uma população de 191 210 pessoas e 47 427 domicílios.